# Паскуалес – Куенка (продуктопровід)
Паскуалес — Куенка — багатоцільовий продуктопровід в Еквадорі, призначений для постачання нафтопродуктів та зрідженого нафтового газу з району Гуаякіль до провінції Асуай.
Ще в середині 1980-х років в Еквадорі існували плани спорудження трубопроводу, який би запропонував альтернативу автоцистернам у здійсненні поставок моторного та побутового палива в південні провінції Ель-Оро та Асуай. Проте по суті лише після спорудження у 2014 році потужного терміналу в Монтеверде та трубопроводу Монтеверде — Ель-Чорілло, які гарантуватимуть надійне постачання до базового району Гуаякіля необхідних обсягів ЗНГ, розпочались практичні роботи на залежному від них маршруті далі на південний схід до провінції Асуай. Що стосується бензину та дизельного пального, то вони постачаються до Паскуалес через нафтопродуктопроводи Санто-Домінго — Паскуалес (з НПЗ Есмеральдас) та Ла-Лібертад — Паскуалес (з НПЗ Санта-Елена).
Трубопровід складатиметься з двох ділянок — довжиною 112 км та діаметром 250 мм від Паскуалес до La Troncal в провінції Каньяр, та довжиною 105 км і діаметром 200 мм від La Troncal до столиці провінції Асуай Куенка. По завершенні кожної ділянки будуть розташовуватись розподільчі термінали з обсягом сховищ 260 та 300 тисяч барелів для La Troncal та Куенка відповідно. Останній окрім власної обслуговуватиме також провінції Лоха, Самора-Чинчипе та Морона-Сантьяго Для перекачування палива призначені шість насосних станцій в Паскуалес, Ель-Чорілло, La Troncal, La Delicia, Ducur and Charcay..
Вартість проекту, введення якого в експлуатацію спочатку планували на 2015-й, а потім на 2016-й рік, перевищує 400 млн доларів США.